# Bundesautobahn 99
De Bundesautobahn 99 (kortweg: A99) is de buitenring die om München loopt.
Vanaf de A96 (Dreieck München-Südwest) loopt de A99 met een boog ten noorden en oosten van München en gaat
bij Kreuz München-Süd verder als de A995. De weg is nogal filegevoelig. Het feit dat de ring nooit voltooid is zorgt ervoor dat praktisch alle doorgaand verkeer de A99 moet gebruiken.

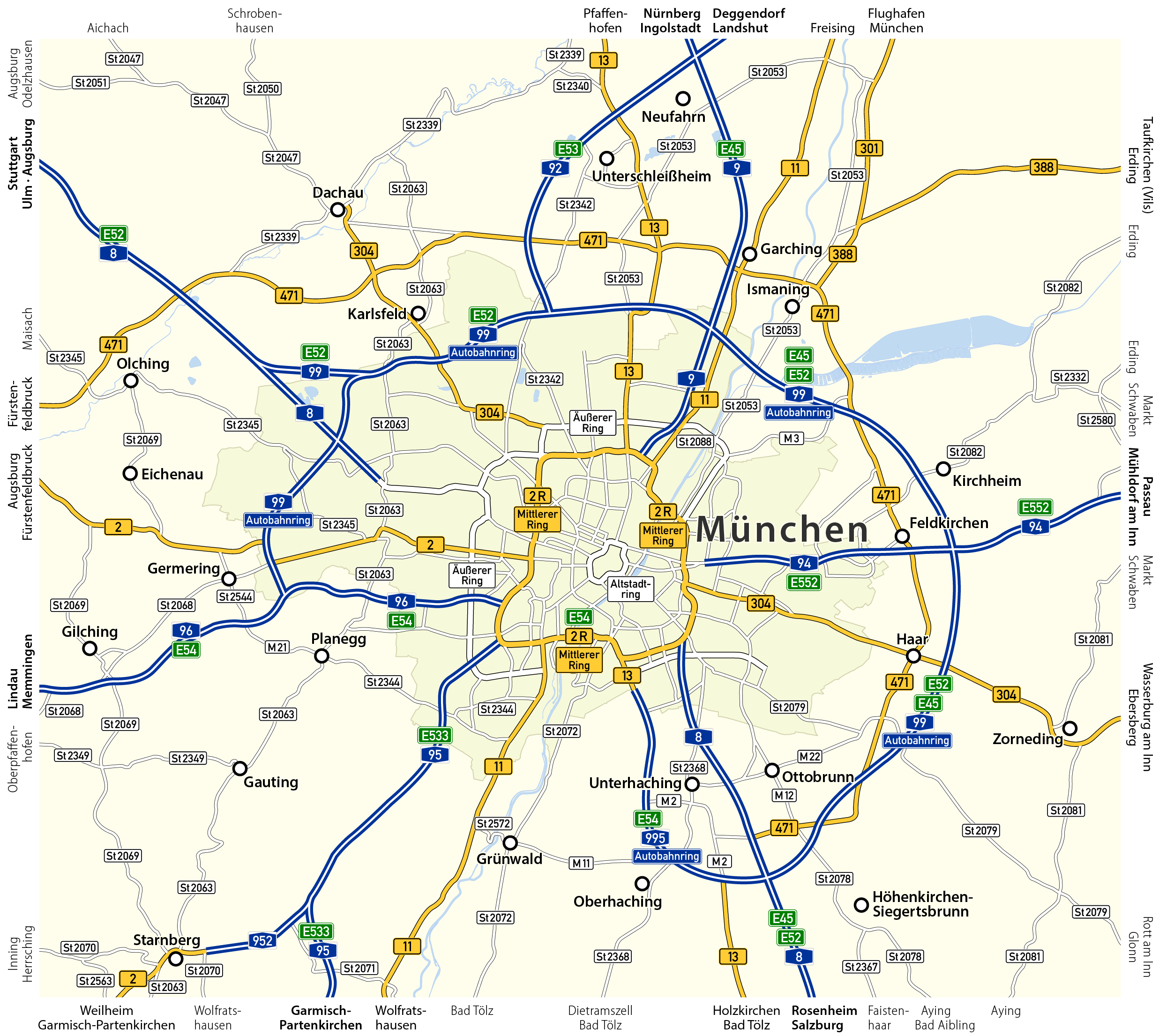
Gedetailleerde kaart van ring München